# Jean-Baptiste de La Croix de Chevrières de Saint-Vallier
Pour les articles homonymes, voir de La Croix, Chevrières et Saint-Vallier.
Pour les autres membres de la famille, voir Famille de la Croix de Chevrières.
Jean-Baptiste de La Croix de Chevrières de Saint-Vallier, né le 14 novembre 1653 à Grenoble et mort le 26 décembre 1727 à Québec, est un évêque de Nouvelle-France. Successeur de saint François de Laval, il est le deuxième évêque de Québec, le fondateur de l'Hôpital général de cette ville et le fondateur des ursulines de Trois-Rivières.

## Biographie

### Premières années
Né dans une famille d'avocats, de diplomates et de grands propriétaires, Jean-Baptiste est le fils de Jean de La Croix de Chevrières (mort en 1680) et de Marie de Sayve, et l'arrière-petit-fils de Jean de La Croix de Chevrières, évêque de Grenoble de 1607 à 1619. Il est présenté de minorité, à l'âge de 10 ans, le 13 août 1663, dans l'ordre de Saint-Jean de Jérusalem mais attiré par les ordres il entre au séminaire de Saint-Sulpice de Paris, où il obtient sa licence de théologie en 1672, à 19 ans.
Quatre ans plus tard, on demande pour lui à son insu, même s'il n'est pas encore prêtre, le poste d'aumônier ordinaire de Louis XIV. Toutefois, à la cour, avec la permission du roi, c'est la soutane qu'il porte ; de plus le fait qu'il soit un ami du cardinal Le Camus de Grenoble, indique aussi qu'il ne prend pas l'état ecclésiastique à la légère. Il visite les hôpitaux et les prisons. Il contribue de sa propre bourse à la fondation d'un hôpital dans la petite ville de Saint-Vallier dans la Drôme,,.
Saint-Vallier est ordonné prêtre en 1681. Il est aumônier du roi durant une dizaine d'années. On lui offre les sièges d'évêque de Tours et de Marseille, qu'il refuse dans les deux cas,,.

### Épiscopat

#### Le deuxième évêque

##### Premier voyage à Québec
Saint François de Laval, premier évêque de Québec, ne se sent plus à la hauteur de sa tâche, repasse en France et démissionne en 1685. Louis XIV, qui a Laval en haute estime (malgré ses démêlés avec les gouverneurs et les intendants), lui propose de choisir lui-même son successeur. Parmi les personnes consultées se trouvent le père La Chaise, confesseur de Louis XIV, Louis Tronson, supérieur des sulpiciens et le père Valois, confesseur de Saint-Vallier. Saint-Vallier, qui a 31 ans et qui fuit les honneurs, accepte cet apostolat et c'est lui que François de Laval choisit,.
C'est d'abord en tant que vicaire général que, en 1685, Saint-Vallier se rend en Nouvelle-France ; il fait la visite de son immense diocèse jusqu'en Acadie. Son séjour dure un an et demi et permet déjà d'entrevoir les problèmes qui marqueront son épiscopat. Les supérieurs du séminaire écrivent à Mgr de Laval que ce n'est pas l'homme qu'il faut ; l'évêque les appuie et demande à Saint-Vallier de se retirer. Louis XIV n'est pas d'accord et s'oppose même au retour de Laval au Canada.
Saint-Vallier n'est pas encore évêque ; même si la querelle entre le pape et Louis XIV n'est pas encore réglée (le pape refuse les bulles d'investiture à tous les évêques nommés par le roi), il accède à l'épiscopat le 25 janvier 1688 à l'église Saint-Sulpice de Paris. Le nouveau prélat intercède pour Laval, qui prend le premier bateau. Laval (« Mgr l'Ancien ») et Saint-Vallier auront une cohabitation difficile et le premier se réfugiera au cap Tourmente.

##### Deuxième voyage
Saint-Vallier est de retour au Canada le 15 août 1688. Soucieux d'enrayer l'ivrognerie, l'indécence, le blasphème, l'immoralité et la cupidité, il interdit aussi les bals et les fêtes. Cela, à soi seul, a dû lui valoir des ennemis. Mais c'est tout le monde, à un moment ou à un autre, qu'il se met à dos. Son caractère est prompt, et, comme il prend rarement conseil, personne ne le modère. Un siècle et quart après sa mort, l'abbé Faillon écrit : « Il aliéna si fort tous les esprits en Canada et en France, par l'usage qu'il fit de son autorité, qu'il perdit insensiblement toute créance à la cour, même dans les choses où son bon droit semblait être incontestable ». On finit par savoir que si on veut quelque chose, il ne faut pas y mêler Saint-Vallier. Saint-Vallier lui-même le sait ; en 1710, trop peu sûr de réussir une démarche, il s'en décharge sur Joseph de la Colombière et un de ses collègues, leur suggérant d'écrire directement au ministre, « mais il ne faut pas que vous parliez du tout de moi dans la lettre ».
Il a aussi des démêlés avec le séminaire de Québec, car, défaisant le travail de M. de Laval, il veut donner plus de latitude aux curés en supprimant le rattachement des dîmes au séminaire ; sur ce point il a gain de cause en 1692. Le bien-être des séminaristes lui tient à cœur ; lors de son premier voyage il avait remarqué qu'ils ne respiraient pas la bonne santé ; il fait adoucir leur régime, en tout cas celui de ceux nés en France.
En 1694, il doit retourner en France et doit notamment s’expliquer sur son interdiction du Tartuffe. Le roi décide d'abord de ne pas le renvoyer au Canada ; il demande les conseils de Fénelon et de Bossuet. Ce dernier le fait changer d'avis : Saint-Vallier peut repartir, muni des conseils du roi sur la paix et l'engagement de ne pas outrepasser ses pouvoirs.

##### Troisième voyage
Saint-Vallier est de retour en Nouvelle-France le 9 septembre 1697. Grâce à Michel Sarrazin, médecin du roi, il a échappé à une grave épidémie qui s'est déclarée sur le bateau.
Il repart pour la France le 13 octobre 1700 et se rend aussi à Rome. De nouveau, en juin 1704, il reprend la mer pour aller à Québec, ; capturé par un corsaire, il est emprisonné en Angleterre de juillet 1704 à 1709. Il est bien reçu par la reine Anne et nommé par le pape vicaire apostolique en Angleterre, mais ceux qui pourraient travailler à sa libération font peu pour lui. Il est finalement l'objet d'un échange de prisonniers, et quitte l'Angleterre le 15 juin 1709.
Mais ce n'est pas fini : le roi ne veut pas qu'il retourne en Nouvelle-France. Il se choisit un coadjuteur, Louis-François Duplessis de Mornay, qui sera consacré évêque en 1714 ; le coadjuteur lui succédera mais ne le remplacera pas avant sa mort.

##### Quatrième voyage
Saint-Vallier réussit à revenir à Québec en août 1713, après une absence de 13 ans ; il abandonne alors le palais épiscopal et réside à l'Hôpital général de Québec, où il meurt le 26 décembre 1727. À ce poste difficile, alourdi par les confrontations, lui succède Duplessis de Mornay, troisième évêque de Québec, qui n'ira jamais à Québec.
En 1690, il avait porté le nombre de paroisses de son diocèse à 41, et, en 1721, à 82. Il avait ordonné 90 prêtres. Il avait dépensé, de son propre patrimoine, 200 000 livres en bonnes œuvres. Il a convoqué quatre synodes : en 1690, 1694, 1698 et 1700 et ensuite des conférences ecclésiastiques. Il est à l'origine en 1697 de la fondation des ursulines de Trois-Rivières, à laquelle il a aussi participé de son propre argent.

#### Les tensions

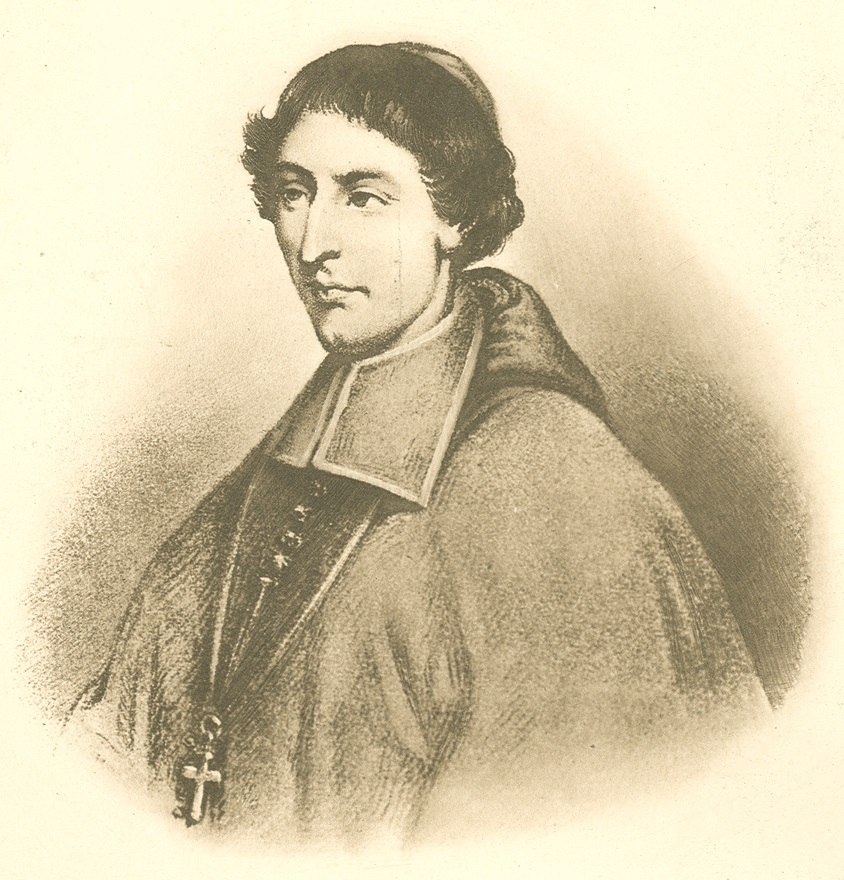
Mgr de Saint-Vallier

- « Mgr l'Ancien » et Mgr de Saint-Vallier. Mgr de Laval est très vite déçu du choix qu'il a fait de son successeur. En 1696[44] il l'invite, tout comme le fait Louis XIV[11], à démissionner : « il vous serait glorieux devant Dieu et devant les hommes d'imiter le grand saint Grégoire de Nazianze et plusieurs autres grands prélats, qui se sont démis du gouvernement de leurs Églises, pour y rétablir la paix et l'union ». Les divergences tournent autour du séminaire de Québec, fondé par François de Laval, auquel il avait donné un rôle original et central que veut lui retirer Saint-Vallier[45].
- Le séminaire de Québec. Des prêtres, comme les y autorise la loi d'alors, font appel au Conseil souverain d'une décision de Saint-Vallier. Au sommet de la querelle, Charles de Glandelet[46], Louis Ango de Maizerets et Henri de Bernières sont frappés d'interdit ; Glandelet, qui est professeur, ne peut même plus confesser ses élèves[47]. Les choses s'aplaniront néanmoins.
- Le chapitre de Québec. « Les points litigieux concernaient la compétence du chapitre, ses propres statuts, la nomination et le rang des chanoines, leurs charges relatives à la cure de Québec, le choix des chantres, etc.[11],[48] »
- Les récollets. L'« affaire des prie-Dieu » se passe à Montréal en 1694 : les récollets ont cru donner à l'évêque la place d'honneur dans leur église et, au gouverneur de Callière, la seconde. Mais Saint-Vallier estime que le prie-Dieu du gouverneur est en position plus honorable que le sien. Le 13 mai, au plus fort de la crise, l'évêque jette l'interdit sur l'église des récollets[49] (on ne pouvait plus par exemple y célébrer la messe).
- Frontenac. Saint-Vallier se brouille avec le gouverneur Frontenac au sujet de la représentation du Tartuffe[20].
- Les sœurs de l'hôtel-Dieu et la mère Juchereau.
  - En 1692, Saint-Vallier demande aux Hospitalières de l'hôtel-Dieu de s'occuper de l'Hôpital général. La mère Juchereau refuse, mais se soumet ensuite, à la demande de Versailles.
  - « En 1699, Mgr de Saint-Vallier demande l’aide de 12 sœurs hospitalières pour l’Hôpital général, ainsi qu’une rente annuelle de 1 200 livres pour leur entretien. La mère Juchereau s’insurge une fois de plus[50]. »
  - Le fossé se creuse entre la communauté de l'hôtel-Dieu et celle de l'Hôpital général. La séparation est prononcée en 1699, mais Jeanne-Françoise Juchereau jouera le rôle de médiatrice.
- Sainte Marguerite Bourgeoys et sa congrégation. Saint-Vallier est « impressionné par la qualité des initiatives de Marguerite Bourgeoys et de la congrégation de Notre-Dame mais maintient une opinion divergente de celles de la communauté concernant le projet de ses règles, créant ainsi de fortes tensions[51],[52] ».
- Vaudreuil. Les accrochages avec le gouverneur Vaudreuil sont nombreux : la place des capitaines de milice dans les processions[53] ; les honneurs rendus aux représentants du roi, y compris dans le sanctuaire[54],[55] ; la présentation de l'eau bénite par aspersion ou par présentation du goupillon[55] etc.
- Mandement contre les « faux frères ». Toujours retenu en France en 1713[56], Saint-Vallier se résout à pointer du doigt des « faux frères » restés au Canada. Il a recours aux « remèdes extrêmes » en suspendant les pouvoirs de ses grands vicaires, qui assuraient autant que possible les tâches d'évêque en son absence. Son calcul est que, en paralysant le diocèse, il amènera les opposants à accepter son retour[57].
- Funérailles. Mort le 26 décembre 1727, Saint-Vallier n'est inhumé que durant la nuit du 2 janvier 1728, conséquence d'une querelle entre le chapitre et l'intendant Dupuy. Des chahuteurs, dont des chanoines, viennent perturber la cérémonie[58],[59].

## Publications
- Estat présent de l'Église et de la colonie françoise dans la Nouvelle France[α], Montréal, J.-B. Rolland et fils, 1856 — « Lettre de M. l'évêque de Québec, où il rend compte à un de ses amis de son premier voyage de Canada, et de l'état où il a laissé l'Église et la colonie[60] » — Première publication : 1688[61]
- Catéchisme du diocèse de Québec, Paris, Urbain Coustelier, 1702
- (fr + la) Rituel du diocèse de Québec, publié par l'ordre de Monseigneur de Saint Valier [sic], évêque de Québec — Précédé de notes biographiques[62],[63]
  - Paris, Simon Langlois, 1703, 604 p. (« Édition 604 »)
  - Paris, Simon Langlois, 1703, 671 p. (« Édition 671 »)
- (fr + la) « Monseigneur de Saint-Vallier », dans Henri Têtu et Charles-Octave Gagnon, Mandements, lettres pastorales et circulaires des évêques de Québec, vol. 1, Québec, Imprimerie générale A. Côté, 1887, p. 163–514Mandements, avis, règlements, lettres, ordonnances, statuts de synodes, lettres pastorales etc. Précédé (p. 163) d'une notice biographique.

## Bibliographie

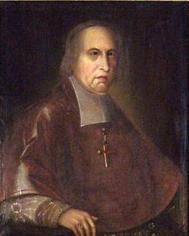
Saint-Vallier

### Manuscrits
- « M. Normand, prêtre de Saint-Sulpice », Réponses et preuves au sujet de la Vacance du Siege de L'Évêché de Québec contre les R. Peres Jesuittes qui soutiennent que Led. Siege n'est pas vacant et que le Chapitre de Québec n'a aucun droit de nommer des vicaires généraux pour Gouverner Le Diocêse mais que c'est à l'archidiacre a gouverner par Sa charge et Sa qualité d'archidiacre, février 1728, 41 p.[α]

## Compléments

### Postérité
- Le fonds d'archives de Jean-Baptiste de La Croix de Chevrières de Saint-Vallier est conservé au centre d'archives de Montréal de Bibliothèque et Archives nationales du Québec[65].
- Éponymie :
  - À Québec, la rue Saint-Vallier est une artère importante du quartier Saint-Roch ;
  - À Montréal, rue de Saint-Vallier[66], dans la ligne de la rue Berri, entre le boulevard Rosemont et la rue Jean-Talon ;
  - Municipalité de Saint-Vallier[67], au Québec, où il y a un boulevard et une route de Saint-Vallier, et, dans le fleuve, un banc de Saint-Vallier.
  - Rues Saint-Vallier à Granby[68] et à Saguenay[69].